# Limanu
Limanu est une commune du județ de Constanța en Roumanie.

## Démographie
Lors du recensement de 2011, 85,11 % de la population se déclarent roumains, 1,33 % comme roms, 2,83 % comme lipovènes et 2,85 % comme tatars (7,41 % ne déclarent pas d'appartenance ethnique et 0,43 % déclarent appartenir à une autre ethnie).

## Politique
| Parti | Parti                                                          | Sièges |
| ----- | -------------------------------------------------------------- | ------ |
|       | Parti social-démocrate (PSD)                                   | 6      |
|       | Parti national libéral (PNL)                                   | 3      |
|       | M10                                                            | 1      |
|       | Alliance des libéraux et démocrates (ALDE)                     | 1      |
|       | Union démocrate des Tatars turco-musulmans de Roumanie (UDTTR) | 5      |
|       | Parti Roumanie unie (PRU)                                      | 2      |
|       | Union nationale pour le progrès de la Roumanie (UNPR)          | 2      |